# Mark Ashley (Actor)
Mark Ashley (Vancouver, 16 de febrero de 1969) es un actor y director de cine pornográfico canadiense. Ashley había llevado a cabo en más de 1.100 películas. Sus proyectos incluyen el Anal Autthority y Anal Fanatic.

## Premios y nominaciones
- 2004 XRCO Award ganador – Mejor Trio (Flesh Hunter 7 - Evil Angel) con Teagan Presley & Alberto Rey[2]
- 2010 Premio AVN ganador – Mejor Escena de Sexo en Trio (Tori Black Es Sucio - Elegant Angel Productions) con Tori Black & Rebeca Linares[3]
- 2011 Premio AVN ganador - Artista Macho Anónimo del Año[4]
- 2011 XRCO Award winner - Espadachin Anónimo Espadachín[5][6][7]
- 2013 XRCO Award winner - Anónimo Espadachín[8]
- 2013 Premio AVN ganador - Anónimo Macho Artista del Año[9]